# Viernes negro (compras)
Se conoce como  viernes negro (en inglés, Black Friday) al día que inaugura la temporada de compras navideñas con significativas rebajas en muchas tiendas minoristas y grandes almacenes. Es un día después del Día de Acción de Gracias en Estados Unidos, es decir, se celebra el día siguiente al cuarto jueves del mes de noviembre. En los últimos tiempos, esta costumbre se ha extendido internacionalmente de forma significativa dada la globalización.
Como complemento a esta festividad consumista también existe el ciberlunes (en inglés, Cyber Monday), que es un día dedicado a compras por internet y se celebra el lunes después de la festividad de Acción de Gracias.

## Etimología

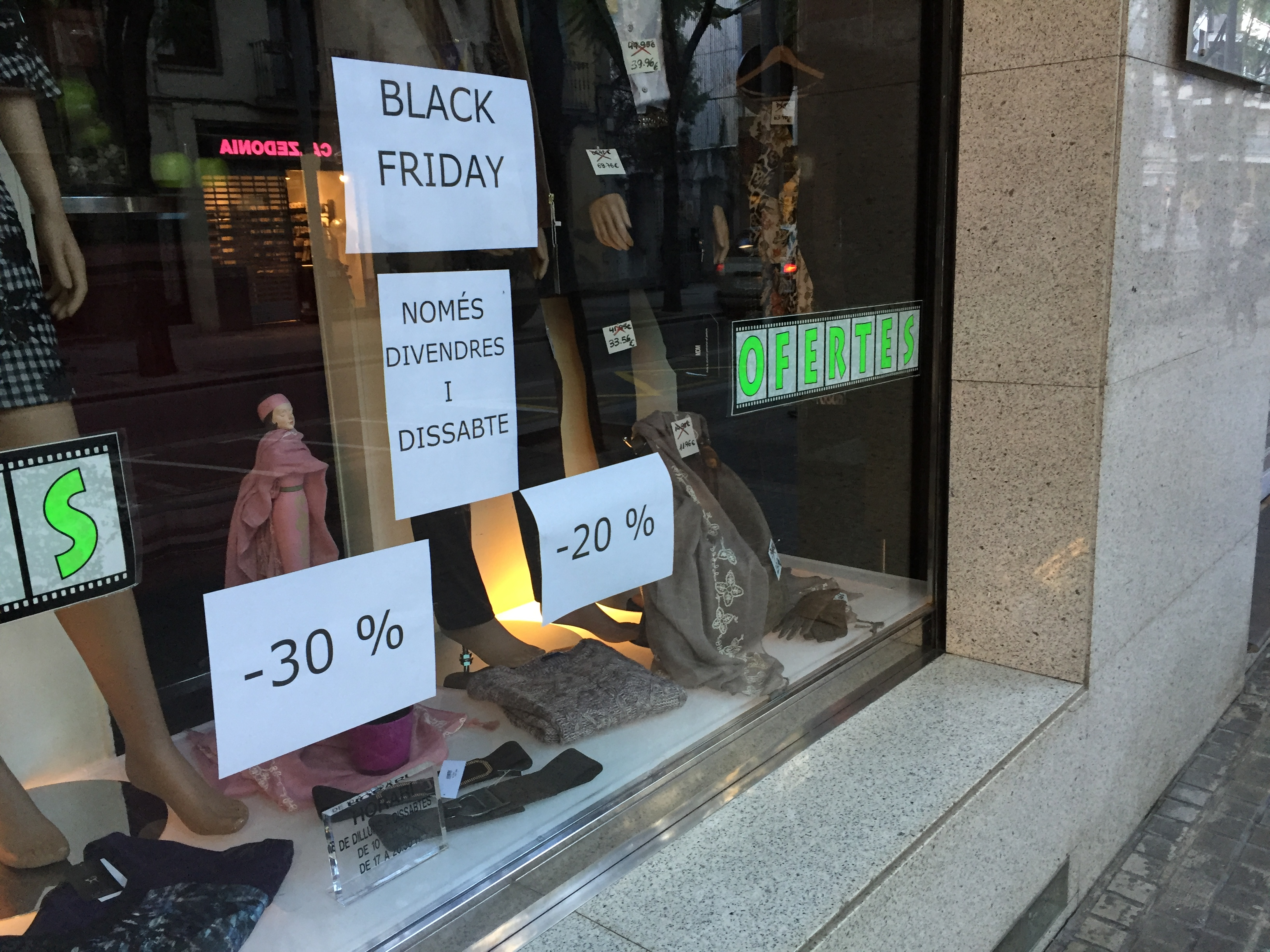
Altos descuentos en una tienda durante el viernes negro

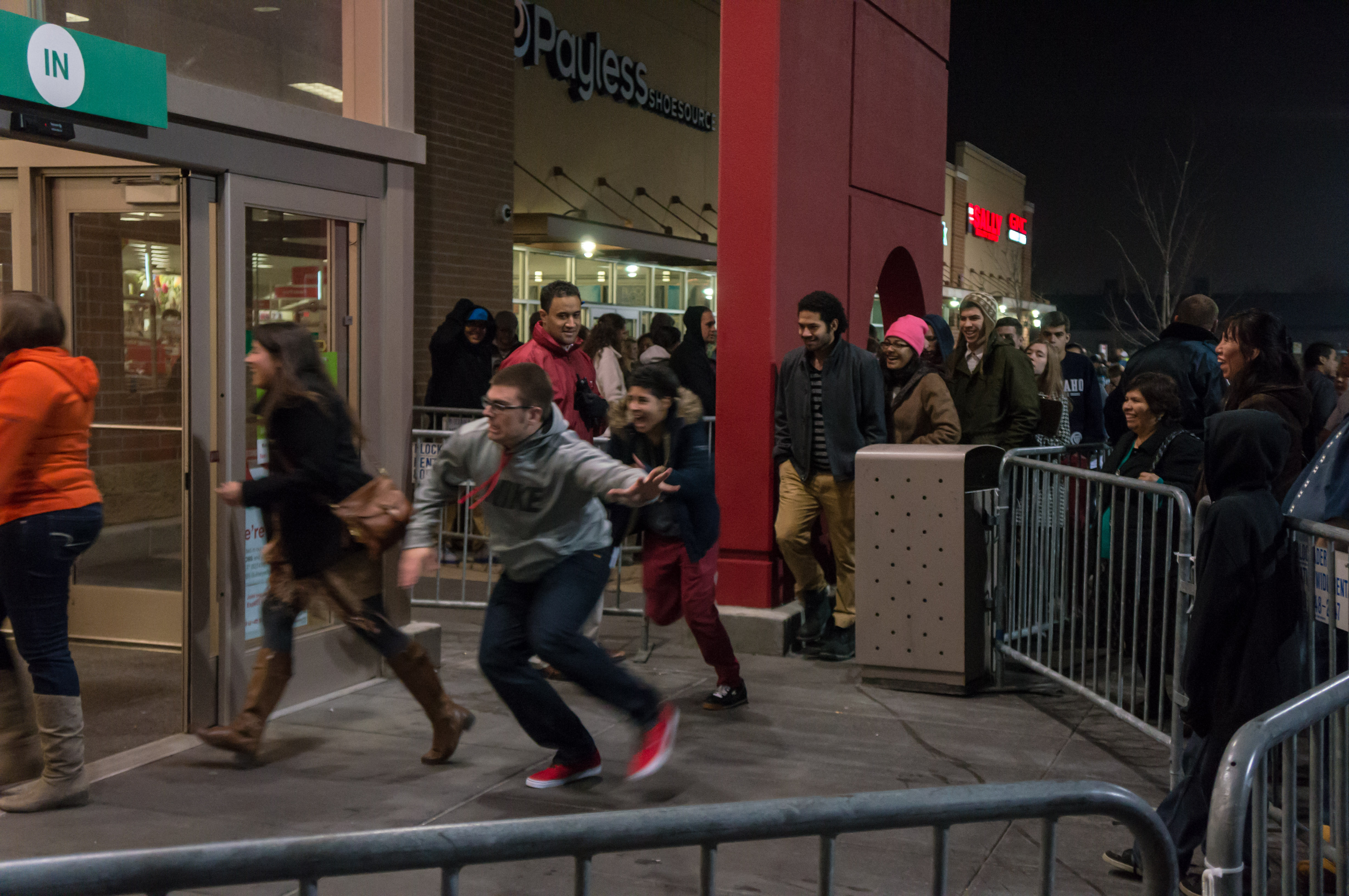
Potenciales consumidores entrando rápidamente en un centro comercial para comprar primero

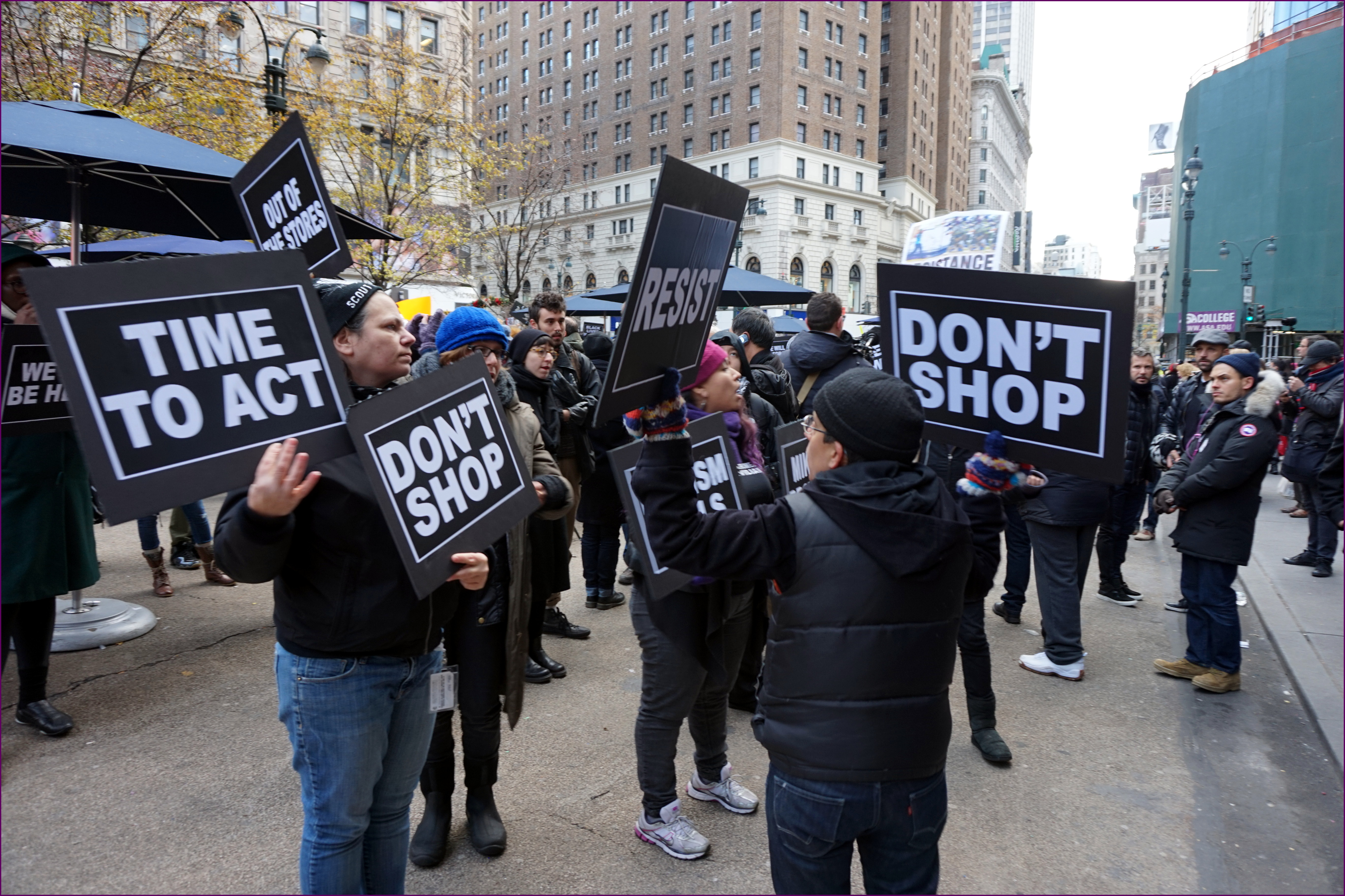
Protestas contra el viernes negro por considerarlo una fiesta del consumismo

La versión que conocemos se originó en Filadelfia, donde se utilizaba para describir el denso tráfico de gente y vehículos que abarrotaba las calles al día siguiente de Acción de Gracias. El uso de este término comenzó alrededor de 1961 entre los oficiales de policía encargados de la regulación del tráfico, popularizándose hacia 1966, y extendiéndose al resto de los estados a partir de 1975.
Más adelante, surgió una explicación alternativa, refiriéndose el término «negro» a las cuentas de los comercios, que pasan de números rojos a negros gracias al superávit.
Existe un bulo en Internet que relaciona el origen del término con la venta de esclavos negros en Estados Unidos. Dicho bulo ya ha sido desacreditado.
El viernes negro no es oficialmente un día festivo, pero muchos empresarios ven este día como un día festivo junto con el Día de Acción de Gracias, dándoles el día libre a sus empleados, de hecho incrementando el número total de potenciales compradores. Habitualmente ha sido el día de mayor movimiento comercial de todo el año desde el 2005.
En el 2013, aproximadamente 141 millones de personas en los Estados Unidos compraron durante el viernes negro, gastando un total de 57 400 millones de dólares, con ventas de la red llegando a 1200 millones de dólares.
También el término «Black Friday» se utilizó en Viena para describir el día en que se desplomó la Bolsa de Viena, lo cual se conoce como Great Cash, ocurrida en la primera mitad de 1873. Resultado de esta crisis, a fines de 1873 quiebran 48 bancos, 8 compañías de seguros, 2 compañías de ferrocarril y 59 empresas industriales. Además, se suicidan 152 personas. Cabe señalar que previo a esta crisis los bancos se habían multiplicado pasando de 12 a 141, de los cuales 69 estaban en Viena. Asimismo, el valor de las acciones se multiplicó en más de cinco veces, pasando de un valor nominal de 169 a 605 unidades monetarias. Johann Strauss hijo escribe, para esta ocasión El murciélago (1874) o Illusion makes us happy («La ilusión nos hace felices»), aludiendo a la falsa creencia de riqueza que dio origen a esta burbuja.[cita requerida]

## Viernes negro por país

### EnEspaña
En España, grandes retailers en línea como Amazon, PC Componentes o El Corte Inglés hacen campañas de descuentos durante esa semana. También la cadena alemana MediaMarkt, empresa que introdujo por primera vez el concepto de Black Friday en España.
En España se ha impulsado esta celebración principalmente en ámbitos de compra en línea por medio de Internet y también expandiéndose no solo el viernes sino que varios días como podrían ser jueves-viernes-sábado y domingo, aunque actualmente no es tan popular como en ese país, el volumen de búsqueda del término "Black Friday" aumentó un 76.4 % entre noviembre del 2013 y noviembre del 2014 y continúa creciendo.
Además, cada vez son más los comercios que se suman a la celebración de este día que marca el inicio de las compras navideñas y diversas empresas participan ofreciendo grandes descuentos. En el mundo online según los últimos estudios ha supuesto que el mes de noviembre sea el segundo con más compras del año, agrupando el 10,42 % de la facturación anual del ecommerce, solo superado por la facturación en el mes de diciembre.
En 2015 se puede considerar que ya alcanzó su implantación generalizada, entre otros motivos debido a que la crisis económica incentiva a las personas a realizar sus compras en esta época de descuentos justo antes de la Navidad.
La Confederación Española de Comercio (CEC) apuntó que "aunque se promoverán campañas puntuales por parte de asociaciones territoriales la celebración no parece contar con mucha implantación en el pequeño comercio" y recordaron que en 2012 los comercios del barrio de Salamanca, uno de los más comerciales de Madrid capital, permanecieron abiertos más allá de la hora habitual de cierre y ofrecieron descuentos especiales con motivo del viernes negro, una iniciativa que no repetirán por falta de acogida.

### EnAmérica
Si bien no es oficial en toda América, países como Argentina, Bolivia, Brasil, Chile, Colombia, Ecuador, Costa Rica, México, Nicaragua, Panamá, Paraguay, Puerto Rico, República Dominicana, El Salvador, Venezuela, entre otros, han impulsado el comercio en línea en algunas de sus tiendas con esta modalidad.

#### México
A partir del año 2011, como iniciativa de impulsar la economía mexicana surgió «El Buen Fin» que consiste en un fin de semana del mes de noviembre, en el cual miles de establecimientos que ofrecen sus productos o servicios hacen diversas promociones y ofrecen crédito a meses sin intereses. Este evento inspirado en el viernes negro tiene la finalidad de fomentar el comercio y el consumo además de reactivar la economía del país y aprovechar para hacer las compras para temporadas navideñas.
Sin embargo en la práctica el Buen Fin no se equipara con las ofertas ofrecidas con su contraparte original estadounidense puesto que muchos productos en dichos días solo aparentan bajar de precio en un 5 a 10 por ciento sin adquirir ese ahorro esperado similar al Viernes negro original, además de que dichas compras por impulso solo propician endeudamientos que al final perjudican a familias de clase media o baja, quienes en ocasiones empeñan lo adquirido en el Buen Fin. Cabe destacar que en los últimos años se han recabado pruebas y quejas de consumidores que afirman que las mismas empresas aumentan los precios de los productos para aplicar falsas rebajas con tal de hacer que la gente pague en realidad el precio original.

#### Argentina
El primer Black Friday de Argentina fue impulsado por la marca Sarkany en el año 2012.

#### Chile
En un principio, el Black Friday era una festividad consumista en Estados Unidos celebrada el viernes después del Día de Acción de Gracias. Sin embargo, con el paso de los años, se ha convertido en una maratón de compras global que se extiende durante varios días. Por ejemplo, a veces puede empezar un jueves y finalizar 5 o 6 días después. 
En Chile la actividad el día de “Black Friday” se distribuye la intensidad de las compras de manera bastante uniforme entre las 9:00 h y 23:00 h teniendo su pico de compra-venta entre las 13:00 h y las 16:00 h. Durante este día se compra ropa, electrónica, zapatos, electrodomésticos, cosméticos, perfumes, etc, con un promedio 3,4 productos por persona y los chilenos planean gastar un promedio de 168 720 pesos tanto en tiendas físicas como virtuales. Estas ventas se realizan en distintos Retailers nacionales.
A diferencia de Estados Unidos, Black Friday no suele ser un día libre en otros países. Pese a esto, los picos de actividad de los compradores online alrededor del mundo no difieren mucho, estos se registran generalmente durante la mañana y durante la noche.
Los datos recopilados por la plataforma Black-Friday. Global para el año 2018 en Chile muestran un aumento del 369% en las ventas durante el Black Friday en comparación con un día normal.

#### Colombia
En Colombia, el Black Friday ha evolucionado desde su introducción en 2014 hasta convertirse en uno de los eventos comerciales más esperados del año. Inicialmente adoptado por plataformas de comercio electrónico, actualmente es común que tanto tiendas en línea como grandes superficies y centros comerciales participen activamente en estas jornadas de descuentos, que suelen extenderse durante todo el fin de semana y, en algunos casos, dar origen a iniciativas como el “Black Weekend” o “Black Week”.
La dinámica colombiana del Black Friday se diferencia de la de otros países por la ausencia de un portal centralizado que agrupe todas las ofertas, lo que motiva a cada establecimiento a crear sus propias campañas y canales de promoción, tanto en tiendas físicas como virtuales. Esta descentralización ha llevado a la proliferación de portales y guías especializadas que informan a los consumidores sobre las mejores oportunidades, consejos de seguridad y comparativas de precios, facilitando la toma de decisiones de compra y fomentando una mayor competencia entre comercios.
El impacto del Black Friday en Colombia ha sido significativo en el sector tecnológico, con un aumento notable en las ventas de computadores, celulares y electrodomésticos durante el evento. Según datos de la Federación Nacional de Comerciantes (Fenalco), el evento es especialmente popular para adquirir paquetes turísticos, electrodomésticos, ropa, zapatos y cosméticos. Las ventas en línea también han crecido significativamente en los últimos años, convirtiéndose en una opción clave para muchos consumidores.
Además, el desarrollo del comercio electrónico ha permitido que los consumidores tengan acceso a una variedad más amplia de productos y ofertas, promoviendo la digitalización de la economía y el crecimiento de tiendas especializadas en tecnología. Durante el Black Friday 2024, se registró un crecimiento del 8,2 % en ventas y un 3 % en transacciones en comparación con el año anterior, según datos de PayU.

#### Costa Rica
En Costa Rica cada año más comercios se unen a esta tradición y muchos ticos esperan inclusive desde la noche anterior en los centros comerciales para aprovechar las ofertas. 
Muchas veces los comercios optan por mantener las ofertas todo el fin de semana. Las ventanas de las tiendas conservan los carteles con descuentos que van desde un 10 % y hasta un 75 % del precio original. Algunas tiendas abren más temprano que de costumbre para recibir a los clientes. Es habitual que se efectúen operativos de la policía de tránsito para regular el paso en los principales centros comerciales del país. 
Es también normal que el Ministerio de Economía Industria y Comercio (MEIC) se interese por supervisar las ofertas de las tiendas ya que muchas veces se ha encontrado publicidad engañosa.
Asimismo los costarricenses hacen uso de sus servicios de casilleros virtuales (tipo UniBox, MBE, etc.) para hacer compras en los sitios de comercio electrónico. Las aduanas del país, a cargo del Ministerio de Hacienda,  intensifican sus inspecciones en estas fechas y esto causa que se saturen los servicios en estas fechas, causando retrasos en la recepción de los paquetes y desalmacenajes de otras mercancías.

#### Panamá
Desde el año 2011 se ha instituido este día en la República de Panamá como una estrategia para atraer clientes por los comerciantes panameños que posteriormente se sumarían las autoridades gubernamentales como la de turismo para atraer clientes de otras naciones latinoamericanas y que ha contribuido a mejorar durante esa fecha la ocupación hotelera por la gran llegada de extranjeros a Panamá, además ha contribuido en un derrame económico importante no solo para los comercios que participan de las ofertas, también en restaurantes y otras actividades locales. En 2017 en Panamá el viernes negro o "black friday", celebrado hasta ahora en noviembre, será dos meses antes, una medida que busca incentivar durante septiembre el comercio y el turismo, anunció el jefe de la Autoridad de Turismo, Gustavo Him.

#### El Salvador
Los salvadoreños iniciaron a ser parte de esta cultura de compras en el mes de noviembre del año 2012, El concepto de marketing de Black Friday fue introducido por la cadena de tiendas por departamento Almacenes La Curacao. Desde esa fecha se han unido otros grandes del retail como la cadena de supermercados Walmart El Salvador con su versión de El Día más barato del año y Black Weekend., Ferretería EPA, Siman, Almacenes Prado y Almacenes Omnisport.

#### Venezuela
En Venezuela se realiza desde 2019, cuando los centros comerciales idearon esta idea a raíz de la crisis económica que vive el país con respecto al aumento de precios de la tasa de cambio entre el bolívar y el dólar.

## Críticas
El Black Friday y otras iniciativas comerciales similares (como El Buen Fin en México) ha suscitado críticas. Por una parte, ha sido acusado por consumidores y defensores del consumidor de fomentar un estilo de vida consumista basado en el endeudamiento y las compras impulsivas.
Por otra parte, numerosos comercios han sido acusados de inflar los precios unos días antes para luego bajarlos durante el Black Friday. De esta manera, los descuentos aplicados durante el Black Friday en realidad no son tales o son mucho menores de lo anunciado, lo que sería una forma de publicidad engañosa, como en el caso de Media Markt.
Otra de las críticas proviene de la cantidad de residuos que se generan durante el Black Friday, paquetes, embalajes y demás envoltorios. Así como la contaminación que se produce por los coches en el transporte de los mismos.